# فولشیر (تگزاس)
فولشیر، تگزاس(به انگلیسی: Fulshear, Texas) شهری در ایالت تگزاس از ایالات جنوبی ایالات متحده آمریکا است. در سرشماری سال ۲۰۰۰، جمعیت این شهر ۷۱۶ نفر اعلام شد.